# Кетар де Ля Порт, Жак
Жак Кетар де Ля Порт (фр. Jacques Quétard de La Porte; 1746—1822) — французский военный деятель, бригадный генерал (1799 год), барон (1810 год), участник революционных и наполеоновских войн.

## Биография
Родился в семье буржуа и торговца Жака Кетара (фр. Jacques Quétard; 1719—1781) и его супруги Марии Боэр (фр. Marie Noëlle Beauhaire; 1726—1783). Был женат на Мари-Мадлен Муассонье (фр. Marie-Madeleine Moissonnier; 1762—). 4 сентября 1768 года поступил на военную службу в корпус жандармерии, известный как «Люневиль», солдатом Фландрской роты, и после кампании во Фландрии был уволен 1 октября 1771 года.
9 октября 1791 года избран вторым подполковником 1-го батальона волонтёров Луары, став заместителем Гюдена. С 1792 по 1794 годы служил в Северной армии. 10 июня 1793 года возглавил батальон. В 1793 году его батальон влился в состав 36-й линейной полубригады. Отличился в сражении 26 июня 1794 года при Флёрюсе, где 1-й батальон Луары с двумя полевыми орудиями оборонял левый фланг французской армии и отразил несколько атак неприятеля. 21 ноября 1794 года Кетар был произведён в полковники, и назначен командиром 36-й полубригады. 12 мая 1796 года возглавил 84-ю линейную полубригаду, в состав которой влилась 36-я, в Рейнско-Мозельской армии генерала Моро. 22 ноября 1796 года ранен пулей в правую руку при осаде Келя. 21 апреля 1797 года отличился при переправе через Рейн у Кильштетта, где первым бросился на штурм моста, увлёк за собой дрогнувших было солдат и отбросил вражескую колонну, за что заслужил похвалы командующего. В 1797 году определён в Английскую армию генерала Дезе с назначением в гарнизон Руана. В январе 1798 года назначен в Гельветическую армию. Под командой генерала Шоанбура участвовал во вторжении на территорию кантона Юра и в боевых операциях в окрестностях Порретрюи. 28 июля 1798 года определён в гарнизон Рибовиля в составе Майнцской армии. 14 января 1799 года возвратился в состав Гельветической армии генерала Лекурба. Сражался в Энгадине и Валтелине. В составе дивизии Сульта принимал участие в первом сражении при Цюрихе. 23 июня 1799 года по представлению генерала Менара произведён в бригадные генералы и возглавил бригаду 5-й пехотной дивизии генерала Тарро. 22 августа переведён в 6-й дивизию генерала Арди. 7 сентября в дивизию Менара. 25-26 сентября 1799 года отличился под командой генерала Массена во втором сражении при Цюрихе, где совместно с бригадой генерала Бонтама сдерживал атаки правого крыла неприятеля у Глатта, что позволило дивизии генерала Газана захватить штыковой атакой высоты между Хоугом и Асхольтереном, а затем при поддержке дивизии генерала Удино штурмовать окраины Цюриха. В бою 7 октября 1799 года при Фрибурге спас отступающую бригаду генерала Эдле, стремительной атакой отбросил неприятеля и восстановил нарушенную линию фронта. 25 апреля 1800 года Кетар возглавил бригаду 7-й пехотной дивизии генерала Дельма Рейнской армии. В мае 1800 года назначен комендантом Люцерна. 18 июня 1801 года назначен в Армию Граубюндена генерала Шуэна де Монге. С 8 августа 1802 года оставался без служебного назначения. 23 сентября 1802 года определён в 8-й военный округ. 13 декабря 1803 года – в 15-й военный округ.
29 июля 1806 года назначен в распоряжение вице-короля Италии Богарне в провинции Любляна. 1 июня 1807 года переведён в провинцию Тревизо. 18 марта 1809 года по приказу военного министра генерала Кларка возглавил депо Армии Неаполя в Парме и 20 марта 1809 года сменил дивизионного генерала Пуже в должности командующего департамента Таро. В конце апреля 1809 года сменил раненого при Сачиле генерала Дютрюи во главе 1-й бригады пехотной дивизии Бруссье правого корпуса Макдональда Итальянской армии. Сражался при Пьяве и, Граце и Ваграме. 26 июля 1809 года отправлен под начало Бараге д'Илье. 1 января 1810 года назначен комендантом Капо д’Истрия в Далмации. 15 марта 1810 года получил отпуск. 6 августа 1811 года вышел в отставку.
9 декабря 1811 года возвратился к активной службе с назначением военным комендантом крепости Нарден. С 17 ноября 1813 года руководил обороной крепости от осадного корпуса генерала Крайенгофа, отверг все предложения о капитуляции и передал город голландцам только 12 мая 1814 года после получения известий о подписанной 23 апреля 1814 года Талейраном конвенции, по условиям которой все крепости, расположенные за пределами Франции, передавались войскам союзников. 20 июня 1814 года возвратился во Францию. В июле того же года получил бессрочный отпуск для поправления здоровья и 1 августа 1815 года окончательно вышел в отставку. Умер 10 сентября 1822 года в Шенжи в возрасте 75 лет.

## Воинские звания
- Жандарм (4 сентября 1768 года);
- Второй подполковник (9 октября 1791 года);
- Подполковник (10 июня 1793 года);
- Полковник (21 ноября 1794 года);
- Бригадный генерал (23 июня 1799 года).

## Титулы
- Барон Кетар де Ля Порт и Империи (фр. baron Quétard de La Porte et de l'Empire; декрет от 15 августа 1809 года, патент подтверждён 14 июня 1810 года в Сен-Клу)[2][3].

## Награды
Легионер ордена Почётного легиона (11 декабря 1803 года)
 Коммандан ордена Почётного легиона (14 июня 1804 года)
 Кавалер военного ордена Святого Людовика (14 ноября 1814 года)